# La loto
«La loto» es una canción de la cantante argentina Tini, de la cantante estadounidense Becky G y de la cantante brasileña Anitta. Fue lanzada el 6 de julio de 2022 a través de Sony Music Latin y Hollywood Records como el séptimo sencillo del cuarto álbum de estudio de Tini, Cupido (2023). La canción fue escrita por los tres cantantes junto a Elena Rose, mientras que Andrés Torres y Mauricio Rengifo se encargaron de la composición y producción musical.
Tini colaboró por primera vez con ambas artistas, mientras que Gomez y Anitta cantaron previamente en una versión remix de «Mala mía» de Maluma; Gómez también había aparecido a dúo con Anitta, en la canción «Banana».
«La Loto» es una pista principal de fiesta de reguetón con bajo pesado, con cierta influencia de hip hop urbano y moderno. El contenido de las letras se centra en los temas pop habituales de confianza en uno mismo y mucha fiesta; en general, la canción presenta un tema de solidaridad y camaradería femenina. «La Loto» alcanzó el puesto 6 en Colombia Hot 100 de Billboard, mientras que también alcanzó el 16 en Latin Digital Song Sales de Billboard y el 8 en Latin Pop Airplay de Estados Unidos.

## Antecedentes y lanzamiento
El 4 de marzo de 2022, las tres artistas participaron en la campaña «Escúchanos. Míranos.» de WhatsApp en celebración del Mes de la historia de la mujer. El 15 de marzo, Anitta confirmó en una entrevista con Billboard que tenía una colaboración con Tini y Becky G.
El 27 de junio, Tini publicó un avance del videoclip en Instagram. Tres días después, anunció oficialmente la canción en sus redes sociales. El 6 de julio, la canción fue lanzada junto con un videoclip publicado en el canal de YouTube de Tini.

## Video musical
El video musical de «La loto» fue filmado en Los Ángeles. Fue dirigido por el director argentino Diego Peskins y el director venezolano Daniel Duran, quienes han trabajado con las cantantes en sus canciones anteriores. El video musical tiene un estilo vintage dorado. En una entrevista con Rolling Stone, Tini describió el video como un visual de estilo «burlesco» y agregó: «Este video tiene una estética que es bastante vintage, como un burlesco, como Moulin Rouge, como en los viejos tiempos. La canción te hace sentir poderosa y creo que eso es lo que cada una de nosotras quiere transmitir en el set».

## Créditos y personal
Créditos adaptados de Tidal.
- Martina Stoessel – voz, composición
- Rebecca Marie Gomez – voz, composición
- Larissa de Macedo Machado – voz, composición
- Andrés Torres – composición, producción, producción de voz, ingeniería de grabación
- Mauricio Rengifo – composición, producción, producción de voz, ingeniería de grabación
- Elena Rose – composición
- Carlos A. Molina – ingeniería, ingeniería de grabación
- Tom Norris – ingeniería de masterización
- Alejandro Jiménez – coordinador de A&R
- Christina Davila – coordinadora de A&R
- Mio Vukovic – director de A&R
- Oriana Hidalgo – directora de  A&R
- Rafa Aucate – director de A&R
- Sarah Yeo – directora de A&R

## Posicionamiento en listas

### Listas semanales
| Listas (2022)                                       | Mejor posición |
| --------------------------------------------------- | -------------- |
| Argentina (Billboard Argentina Hot 100)             | 6              |
| Argentina (Monitor Latino)                          | 5              |
| Bolivia (Monitor Latino)                            | 4              |
| Ecuador (Monitor Latino Urbano)                     | 14             |
| El Salvador (Monitor Latino Pop)                    | 15             |
| España (PROMUSICAE)                                 | 78             |
| Estados Unidos (Billboard Latin Digital Song Sales) | 16             |
| Estados Unidos (Billboard Latin Pop Airplay)        | 15             |
| Guatemala (Monitor Latino Pop)                      | 16             |
| México (Billboard Mexico Airplay)                   | 23             |
| Mundo (Billboard Global 200)                        | 197            |
| Panamá (PRODUCE)                                    | 24             |
| Panamá (Monitor Latino Urbano)                      | 14             |
| Paraguay (Monitor Latino Urbano)                    | 10             |
| Portugal (AFP)                                      | 151            |
| Puerto Rico (Monitor Latino Urbano)                 | 13             |
| Uruguay (Monitor Latino)                            | 9              |

### Listas mensuales
| Listas (2022)  | Mejor posición |
| -------------- | -------------- |
| Paraguay (SPG) | 30             |
| Uruguay (CUD)  | 9              |